# Bathybiaster
Bathybiaster is een geslacht van kamsterren uit de familie Astropectinidae.

## Soorten
- Bathybiaster loripes Sladen, 1889
- Bathybiaster vexillifer (W. Thomson, 1873)